# 轉速

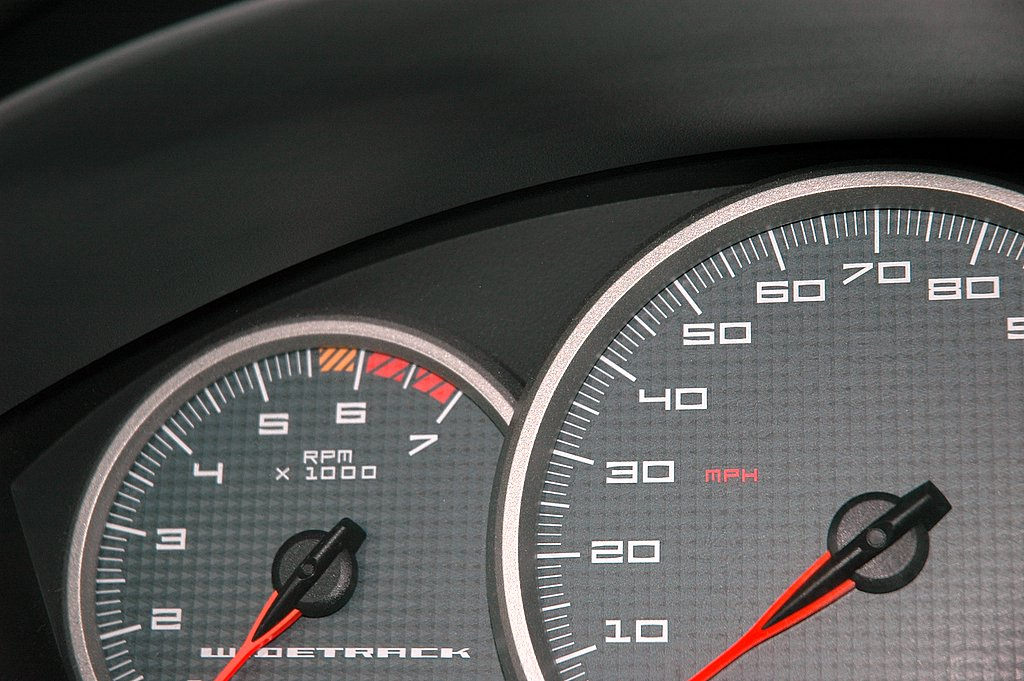
圖中左方的是可量測轉速的轉速表，最大轉速可以到7000RPM

轉（ㄓㄨㄢˇ）速（Rotational speed）也稱為轉動頻率（rotational speed），符號會用ν（小寫希臘字母)
或是n，是物體在單位時間內繞軸旋轉的次數，其国际单位制為時間倒數（s−1），其他常用计量单位包括赫兹（Hz）、cycles per second（cps）及每分鐘轉速（rpm），每秒轉速(rev/s)等。
可以用角频率ω除以2π弧度得到轉速（單位為Hz）: 
ν=ω/(2π rad)
轉速也可以表示為轉動圈數N對時間t的瞬時變化率：n=dN/dt（這也是國際物理量系統的定義）。轉動頻率有一點和一般的頻率類似，轉動頻率的倒數也是轉動週期T=ν−1=n−1，国际单位制單位是秒。
轉動速度本身為向量，其大小即為标量的轉速。在特殊自旋（繞著物體內的固定軸旋轉）或是繞外部固定軸旋轉（revolution ）的情形，轉速也會稱為自旋轉速或是revolution speed。
轉動加速度是轉動速度的變化率，其因次是時間的倒數平方，国际单位制單位是秒倒數平方（s−2），可以由角加速度計算而來，而且和啁啾（chirpyness）有關。
例如一個步進馬達在一秒恰好轉一圈，其轉速為1Hz，或是60RPM。

## 相關物理量
切線速度 {\displaystyle v}（拉丁字母v），轉速{\displaystyle \nu }以及徑向距離 {\displaystyle r}之間的關係如下：
{\displaystyle {\begin{aligned}v&=2\pi r\nu \\v&=r\omega .\end{aligned}}}
若重新整理方程，可以求解轉速：
{\displaystyle {\begin{aligned}\nu &=v/2\pi r\\\omega &=v/r.\end{aligned}}}
切線速度和{\displaystyle r}成正比，因此像是輪子、圓盤之類的剛體系統，各部份的切線速度不一定相同，但整個系統的轉速都相同。但{\displaystyle v}和{\displaystyle r}之間的正比關係在行星裡不成立，因為行星各部份的轉速不同。